# Neotypus melanocephalus
Neotypus melanocephalus är en stekelart som först beskrevs av Gmelin 1790.  Neotypus melanocephalus ingår i släktet Neotypus och familjen brokparasitsteklar. Arten är reproducerande i Sverige. Inga underarter finns listade i Catalogue of Life.